# Caleb Konley
Mason Burnett, meglio conosciuto con il ring name Caleb Konley (Cartersville, 30 agosto 1983), è un wrestler statunitense.

## Carriera

### Circuito indipendente (2005–2010)
Mason Burnett debutta nel mondo del wrestling professionistico nel settembre del 2005, combattendo alcuni match nella Pro Wrestling Evolution.

### Ring of Honor (2010–2016)
Il 3 marzo 2010 debutta in un evento televisivo della Ring of Honor e perde contro Marshe Rockett. Il 13 maggio, ad Evolve 2, viene sconfitto da Ken Doane.
Il 15 gennaio 2011 sconfigge Orion Bishop in un dark match e il 19 marzo sconfigge Chris Jones in un single match nella Full Impact Pro. Il 7 maggio 2011 vince il titolo PWI contro Xiris nella federazione 'CWF Mid-Atlantic' e il 21 maggio lo difende contro Kamikazi Kid e titolo che mantiene anche il 25 giugno sconfiggendo Jason Blade. Il 26 luglio ad Evolve 9 vince con Scott Reed un match di coppia contro Cheech e Cloudy e il 25 agosto di nuovo difende il titolo PWI vincendo contro Jake Manning e Cedric Alexander in un 3-way to match. Il 16 settembre lottando nella promotion CWF Mid-Atlantic in un tag team con Cedric Alexander sconfigge Ben Tyler e Trevor Lee e il 17, perdono il match per diventare campioni di coppia contro Roy Wilkins e Walter Eaton. Il 28 ottobre in coppia con Scott Reed vince il 'Jeff Peterson Memorial Cup' (della prima notte) contro Jon Davis e Kory Chavis e vincono il titolo FIP di tag team. Il 9 dicembre difende il titolo PWI contro Joey Janela.
L'11 febbraio 2012 difende il titolo PWI vincendo contro Corey Havoc e titolo che mantiene anche il 9 marzo contro John Skyler. Il 13 aprile ad Evolve 11 sconfigge Adam Page e il 29 aprile mantiene il titolo PWI sconfiggendo lo sfidante Arik Royal. L'11 maggio ad Evolve 12 perde contro Jake Manning in un 3-way match (e con Adam Page) e il giorno seguente (Evolve 13) sconfigge Kyle Matthews. Ad Evolve 14 il 28 giugno e in coppia con Scott Reed sconfigge Mike Cruz e Cheech Hernandez e il 16 giugno (Evolve 16) sconfigge Damien Angel e Kennedy Kendrick in coppia con Scott Reed.
Il 6 giugno 2012 vince il titolo PWX dei pesi massimi sconfiggendo Rhett Titus e il 18 agosto difende il titolo sconfiggendo Mike Bennett. Il 28 settembre difende il titolo contro Corey Hollis e conserva il titolo anche il 5 ottobre vincendo contro Ric Converse ma perde il titolo il 30 novembre contro Adam Cole.
Il 1º febbraio 2013 perde (assieme a Scott Reed) il titolo di coppia FIP contro Eddie Rios and Jay Cruz.
Il 23 febbraio 2013 vince per la seconda volta il titolo PWX sconfiggendo Adam Cole in un '2 out of 3 falls match' e il 29 marzo contro Kevin Steen la sfida per il titolo finisce per doppia squalifica. Il 27 aprile difende il titolo contro Mark Briscoe e il 26 maggio sconfigge anche Davey Richards. Il 30 maggio ad Evolve 20 perde contro Lince Dorado e il 1 giugno (Evolve 21) e il 2 giugno (Evolve 22) vince rispettivamente contro Tommy Taylor e Chuck Taylor. Il 29 giugno sconfigge di nuovo Kevin Steen in uno steel cage match mantenendo il titolo PWX e il 2 luglio in un evento televisivo di ROH perde la sfida per il titolo PWE contro Matt Taven. Il 16 e il 17 agosto difende il titolo PWE sconfiggendo rispettivamente Drew Myers e Chip Day e il 6 settembre sconfigge anche Matt Striker mantenendo il titolo. Il 21 settembre ad Evolve 23 vince contro Matt Jackson e il 22 (Evolve 24) perde contro Trent. Il 18 ottobre difende il titolo PWX contro Corey Hollis e il 14 novembre al 'Robbie Ellis Tribute' perde in un 3-way 1st round match contro Eddie Edwards. Il 22 novembre difende il titolo vincendo contro Tony Nese, il 23 sconfigge Adam Page, Corey Hollis e Cedric Alexander in un 4-way ladder match e il 24 di nuovo sconfigge Adam Page, Hurricane Helms, Sonjay Dutt e Steve Corino in un 5-way elimination match per mantenere il titolo PWX.
Il 10 gennaio 2014 ad Evolve 26 viene eliminato in un 5-way match, l'11 gennaio (Evolve 27) perde contro Lince Dorado ma il giorno seguente (Evolve 28) vince contro lo stesso Lince Dorado. Il 18 e 19 gennaio difende il titolo PWX contro Rich Swann e Doc Gallows e il 15 febbraio mantiene il titolo contro Cedric Alexander mentre il giorno seguente il match per il totolo contro Matt Hardy finisce in un no contest. Il 14 marzo mantiene il titolo PWX sconfiggendo Chip Day, il giorno seguente sconfigge e conserva il titolo contro Shane Strickland ed due giorni dopo sconfigge anche Jake Manning. Ad Evolve 28 del 3 aprile perde contro AR Fox, il 18 aprile perde per squalifica un match valido per il titolo di campione PWX contro Cedric Alexander e rimane campione e il 19 dello stesso mese vince e conserva il titolo contro Chase Brown.
Il 25 maggio perde il titolo PWX contro Cedric Alexander ed l'8 agosto vince in un tag team con Anthony Nese (Evolve 31) contro Rich Swann e Ricochet, il 9 agosto (Evolve 32) sconfigge Johnny Gargano e il 10 (Evolve 33) perde contro Chris Hero. Il 13 settembre (Evolve 34) sconfigge Ricochet e il 14 (Evolve 35) vince il titolo di coppia assieme ad Anthony Nese in un 3-way tag team match contro i The Bravado Brothers e Rich Swann con AR Fox.
Il 30 novembre perde la possibilità di vincere per la terza volta il titolo PWX contro il campione in carica Drew McIntyre.
Il 3 marzo 2015 sconfigge Jesse Sorensen per il titolo PPW. Ad Evolve 38 dell'8 marzo perde contro PH Black, il 26 marzo (Evolve 39) perde in team com Brian Cage e T.J. Perkins e contro Rich Swann, Ricochet e Uhaa Nation e il 27 in coppia con Brian Cage sconfigge Rich Swann e Johnny Gargano.
Il 28 marzo vince il titolo WCWC sconfiggendo il campione Gangrel.
Il 7 aprile perde il titolo PPW contro Jesse Sorensen. Il 17 aprile vince ad Evolve 41 contro Ray Horus e il 18 aprile (Evolve 42) perde la possibilità di vincere il titolo 'Open The United Gate' in un tag team con Anthony Nese e contro Rich Swann e Johnny Gargano. Il 2 e il 3 maggio perde per squalifica due match valevoli per il titolo WCWC rispettivamente contro Gangrel e Mikey O’Shea ma rimane campione in quanto la sconfitte sono avvenute per squalifica. Il 30 maggio ad Evolve 43 perde contro Davey Richards, il giorno seguente (Evolve 44) vince contro Rey Horus e TJ Perkins in un tag team con Anthony Nese e il 7 giugno difende il titolo WCWC vincendo contro Mikey O’Shea.
Il 3 luglio vince il titolo dei pesi massimi FIP sconfiggendo Rich Swann e il 4 luglio difende il titolo WCWC contro Adam Thornstowe. Il 10 luglio ad Evolve 45 vince contro Gary Jay ed l'11 luglio sconfigge Gangrel difendendo il titolo WCWC e sconfigge anche Andrew Everett mantenendo il titolo FIP.
Il 15 agosto ad Evolve 47 e in coppia con Anthony Nese sconfigge Trent e Rey Horus e il giorno seguente (Evolve 48) sconfigge Trent Barreta, il 17 ottobre (Evolve 49) il tag team con Anthony Nese prende il nome di 'The Premier Athlete Brand' e sconfigge quello composto da Brandon Watts e Randy Summers (i Milk Chocolate) e il 18 ottobre (Evolve 50) perdono il match di coppia contro i 'Roppongi Vice' (Beretta and Rocky Romero). Il 23 ottobre sconfigge Jody Kristofferson e mantiene il titolo FIP e il 24, in un 3-way match sconfigge Corey Hollis e John Skyler rimanendo campione. Il 6 novembre perde contro Drew Galloway (Evolve 51) e il 7 (Evolve 52) vince contro TJ Perkins.
Il 22 gennaio 2016 (Evolve 53) perde in coppia con Anthony Nese e contro 'The Bravado Brothers' al 1º round del torneo per il titolo di tag team e il 23 gennaio (Evolve 54) perdono ancora contro Bill Carr e Dan Barry mentre il 24 gennaio (Evolve 55) sconfigge Tommaso Ciampa. Il 26 febbraio perde contro il campione dell'X Division (TNA) Trevor Lee al BTW/OMEGA. Il 19 marzo vince (Evolve 56) in coppia con Anthony Nese e contro Bill Carr e Dan Barry ma il 20 marzo perde nel match per il titolo di campione contro Timothy Thatcher. Il 1º aprile (Evolve 58) in un tag team con Anthony Nese perde la sfida per il titolo di coppia contro Drew Galloway and Johnny Gargano e il 2 aprile al 'WWNLive Super Show' difende il titolo FIP contro Gary Jay, Jason Cade e Maxwell Chicago in un 4-way match. Il 6 maggio (Evolve 60) sconfigge Lio Rush e il 27 maggio perde il titolo FIP contro Fred Yehi. Il 30 settembre perde un match valido per il titolo FIP in un 3-way match contro Martin Stone e contro il vincitore Fred Yehi.

### TNA/Impact Wrestling (2016–presente)
Il 29 aprile 2016 viene annunciata la firma di contratto con Total Nonstop Action Wrestling e il 3 maggio, al suo primo incontro, perde contro Eddie Edwards in un Dark match. Il 26 agosto, all'evento One Night Only, viene sconfitto nuovamente da Edwards in un match valido per diventare il primo sfidante all'X Division Championship.
Il 26 gennaio 2017 ad IMPACT Wrestling perde in un 4-way match la possibilità di vincere il titolo X-Division contro DJ Z (il detentore e vincitore) Andrew Everett, Marshe Rockett e Trevor Lee e il 10 febbraio al 'TNA One Night Only – Joker’s Wild' sconfigge (in coppia con Eddie Edwards) Andrew Everett e Marshe Rockett al primo round. Konley era nella 100,000$ battle royal vinta da Moose. Il 9 marzo ad IMPACT Wrestling perde un 4-way match contro Braxton Sutter (vincitore) DJZ e Marshe Rockett.
Il 16 marzo 2017 veste per la prima volta la gimmick di Suicide e perde in 4-way match valido per il titolo X-Division contro Braxton Sutter e Trevor Lee (il campione in carica).
Il 23 marzo perde contro Davey Richards (con la valletta Angelina Love) il 6 aprile perde un 3-way match per diventare il contendente numero 1 al titolo X-Division contro Andrew Everett e Marshe Rockett e il 13 aprile perde in 4-way match di nuovo contro Andrew Everett, Marshe Rockett e Shane Helms.

## Personaggio

### Mosse finali
- Arm capture boston crab

### Manager
- SoCal Val

### Soprannomi
- "The Midnight Son"
- "The Obsession"

### Musiche d'ingresso
- Stinkfist dei Tool (2007–2012)
- Sail degli Awolnation (2012–2017)
- Coming Alive degli AD/AM (2017–2019)

## Titoli e riconoscimenti
- America's Most Liked Wrestling
  - AML Wrestling Championship (1)
  - AML Prestige Championship (1)
- Deep South Wrestling
  - DSW Tag Team Championship (1)[12] – con Sal Rinauro
- Exodus Wrestling Alliance
  - EWA Junior Heavyweight Championship (1)[13]
- Full Impact Pro
  - FIP World Heavyweight Championship (1)[14]
  - FIP Tag Team Championship (1)[15] – con Scott Reed
- Dragon Gate USA
  - Open the United Gate Championship (1)[16] – con Anthony Nese e Trent Barreta
- Paragon Pro Wrestling
  - PPW Heavyweight Championship (1)[17]
  - PPW Tag Team Championship (1)[18] – con Drew Donovan
- Premiere Wrestling Xperience
  - PWX Heavyweight Championship (2)[19]
  - PWX Tag Team Championships (1) – con Zane Riley
- Pro Wrestling Illustrated
  - 260º tra i 500 migliori wrestler singoli nella PWI 500 (2016)[20]
- Pro Wrestling International
  - PWI Ultra J Championship (2)[21]
- West Coast Wrestling Connection
  - WCWC Legacy Championship (1)[22]
  - WCWC Pacific Northwest Championship (1)[23]
  - WCWC Tag Team Championship (1)[24] – con Mikey O'Shea
- WrestleForce
  - WrestleForce Championship (1)[25]